# متیو سنت پاتریک
متیو سنت پاتریک (انگلیسی: Mathew St. Patrick؛ زاده ۱۷ مارس ۱۹۶۸) یک هنرپیشه اهل ایالات متحده آمریکا است. وی از سال ۱۹۹۶ میلادی تاکنون مشغول فعالیت بوده‌است.
از فیلم‌ها یا برنامه‌های تلویزیونی که وی در آن نقش داشته است می‌توان به خوابگردی، شش فوت زیر زمین، جنگ و دروغ نگو توپ اشاره کرد.